# خانه‌های شرکت نفت (شماره ۳۳۱۹)
منازل شرکت نفت شماره (۳۳۱۹) مربوط به دوره پهلوی است و در آبادان، بوارده شمالی شماره ۳۳۱۹ واقع شده و این اثر در تاریخ ۱۷ اسفند ۱۳۸۱ با شمارهٔ ثبت ۷۹۴۵ به‌عنوان یکی از آثار ملی ایران به ثبت رسیده است.